# Dafne
 For alternative betydninger, se Dafne (flertydig). (Se også artikler, som begynder med Dafne)
Slægten Dafne (Daphne) består af ca. 30 arter, der er udbredt i Nordafrika, Asien og Europa. Det er små buske med bøjelige, men seje grene. Bladene er hele og helrandede. Blomsterne er 4-tallige. Frugten er en stenfrugt. Hele planten er giftig. Bærrene er meget giftige og koma eller døden kan følge efter indtagelse.
- Alpedafne (Daphne alpina)
- Balkandafne (Daphne blagayana)
- Stendafne (Daphne cneorum)
- Laurbærdafne (Daphne laureola)
- Peberbusk (Daphne mezereum)
- Stribet dafne (Daphne striata)
- Daphne tangutica

| Andre arter |

| - Daphne acutiloba - Daphne altaica - Daphne arbuscula - Daphne bholua - Daphne caucasica - Daphne genkwa - Daphne giraldii - Daphne glomerata | - Daphne gnidium - Daphne involucrata - Daphne jezoensis - Daphne kamtschatica - Daphne kiusiana - Daphne longilobata - Daphne miyabeana - Daphne odora | - Daphne oleoides - Daphne papyracea - Daphne petraea - Daphne pontica - Daphne retusa - Daphne sericea - Daphne sureil |